# John van Loen
John van Loen (n. 4 februarie 1965, Utrecht⁠(d), Utrecht, Țările de Jos) este un fost fotbalist neerlandez.
Între 1985 și 1990, Van Loen a jucat 7 meciuri pentru echipa națională a Țărilor de Jos. Van Loen a jucat pentru naționala Țărilor de Jos la Campionatul Mondial din 1990.

## Statistici
| Țările de Jos | Țările de Jos | Țările de Jos |
| An            | Meciuri       | Goluri        |
| ------------- | ------------- | ------------- |
| 1985          | 1             | 0             |
| 1986          | 0             | 0             |
| 1987          | 0             | 0             |
| 1988          | 1             | 0             |
| 1989          | 3             | 1             |
| 1990          | 2             | 0             |
| Total         | 7             | 1             |